# Колорейно
Колорейно (ест. Koloreino, виро Kol'ereinu), також Колерейно (ест. Kolereino), Колурейно (ест. Kolureino) — село в Естонії, входить до складу волості Виру, повіту Вирумаа.